# Лушки рејон
Лушки рејон (рус. Лужский район) административно-територијална је јединица другог нивоа и општински рејон у јужном делу Лењинградске области, на северозападу европског дела Руске Федерације.
Административни центар рејона је град Луга. Према проценама националне статистичке службе Русије за 2015, на територији рејона је живело 75.821 становника или у просеку око 12,62 ст/км².
На територији Лушког рејона налази се географски истраживачки центар „Железо” где студенти Руског државног педагошког универзитета са одсека за биологију и географију спроводе практична и научна истраживања.

## Географија
Лушки рејон смештен је у јужном делу Лењинградске области. Обухвата територију површине 6.006 км², и по том параметру налази се на 5. месту међу 17 рејона у области (заузима укупно 8,11% обласне територије). Са североистока, севера и северозапада ограничен је другим рејонима Лењинградске области: Тосњенским, Гатчињским, Сланчањски и Волосовским рејоном. На југоистоку је територија Новгородске области (Новгородски, Батечки и Шимски рејони), док је на југозападу Псковска област, односно њен Пљушки рејон. Административни центар рејона град Луга налази се на око 147 километара јужније од историјског центра Санкт Петербурга.
Рељефом рејона доминирају низијска пространства (чије надморске висине варирају од 0 до 100 метара) са којих се ређе издижу блага узвишења у виду моренских побрђа максималних надморских висина до 155 метара (брдо Гњиљско-Шиљцевско са 155 метара и Липова гора са 140 метара). Садашњи рељеф рејона последица је деловања глацијалне ерозије, односно моћних ледника који су се током последње Валдајске глацијације од пре 25.000 година спуштали на ово подручје са скандинавских планина.
Рејонску територију карактерише изузетно густа мрежа река, језера и мочвара, а сви хидролошки објекти на подручју рејона обухватају територију површине од преко 21.000 хектара. Највећи део територије налази се у сливном подручју реке Луге (притока Финског залива Балтичког мора) и њених најважнијих притока на том подручју: Оредежа, Сабе, Јашчере, Вревке, Кемка, Бистрице, Ропотке, Обле и Наплотињке. Максималан водостај на рекама Лушког рејона је средином пролећа, и нагли раст нивоа воде у рекама започиње у другој половини априла. У том периоду амплитуда колебања воде на реци Луги креће се између 2,7 и 7,1 метара, а током највишег водостаја на Луги, њена вода се природно преусмерава ка Вревки која у том периоду године тече у смеру супротном од природног. Пролећни поводањ траје у просеку од 20 до 30 дана. Један мањи део теироторије на крајњем југу и југозападу налази се у сливном подручју реке Пљусе (притоке Нарве), односно у басену реке Тосне на крајњем истоку. Од бројних језера величином акваторије се издвајају Самро (40,4 км²) Вјаље (на граници са Гатчињским рејоном, површине 35,8 км²), Черемењечко (површине 15,5 км²) и Врево (12,8 км²).
Клима је умереноконтинентална са просечном годишњом температуром ваздуха од +5,7°C. Јулски просек температура ваздуха је око +17,9 °C, односно јануарски од -6,7 °C. Апсолутни минимум температуре ваздуха икада измерен имао је вредност од -39 °C, док је апсолутни максимум +39 °C, што значи да је температурни градијент у вредности од 78°. Просечна сума падавина на годишњем нивоу је 594 милиметра, а највећа количина падавина излучи се у летњем делу године (највише у августу, и до 81 мм). На подручју углавном дувају западни и југозападни ветрови. Сви водотоци и језера су под ледом у зимском делу године, а у истом периоду тло мрзне до дубина од 6 до 78 центиметара.
Доминирају подзоласти типови тла.
Лушки рејон налази се у подзони мешовитих шума јужних делова тајге. Више од половине територије је под шумама, око 15% заузимају мочваре, а до 4% отпада на реке и језера. На западу рејона доминирају борове шуме са местимичним уделом брезе, док на истоку поред борових шума које расту у сувљим подручјима расту и шуме црне јове у влажнијим стаништима.
У северном делу рејона налази се заштићено рамсарско подручје од националног значаја Мшинска мочвара, површине 60.400 хектара.

## Историја
Лушки рејон успостављен је 1. августа 1927. године као део Лушког округа Лењинградске области, и у његов састав је ушло 55 сеоских општина. Званичан статус општинског рејона има од 17. априла 1996. године.

## Демографија и административна подела
Према подацима пописа становништва из 2010. на територији рејона је живело укупно 78.759 становника, док је према процени из 2015. ту живело 75.821 становника, или у просеку 12,62 ст/км². По броју становника Лушки рејон се налази на 7. месту у области и његова популација чини око 4,27% свеукупне обласне популације. Нешто више од половине рејонске популације живи у урбаним центрима.
| 1959.  | 1970.  | 1979.  | 1989.  | 2002.  | 2010.  | 2015.   |
| ------ | ------ | ------ | ------ | ------ | ------ | ------- |
| 79.314 | 82.789 | 49.776 | 48.721 | 41.885 | 78.759 | 75.821* |

Напомена:* Према процени националне статистичке службе. У број становника на пописима до 2010. нису урачунати становници града Луге. 
На подручју рејона постоји укупно 348 насељених места, међусобно подељени на 13 сеоских и две урбане општине. Административни центар рејона је град Луга који је уједно и једино насеље са званичним статусом града, док статус урбаног насеља има још и варошица Толмачјово.